# Gare de Saint-Laurent - Fouras
La gare de Saint-Laurent - Fouras est une halte ferroviaire française située sur le territoire communal de Saint-Laurent-de-la-Prée, à proximité de Fouras, dans le département de la Charente-Maritime, en région Nouvelle-Aquitaine. Elle se trouve à huit kilomètres à l'ouest de Rochefort.

## Situation ferroviaire
Ancienne gare de bifurcation, elle est située au point kilométrique 200,271 de la ligne de Nantes-Orléans à Saintes ; elle était également l'origine de la ligne de Saint-Laurent-de-la-Prée à Pointe-de-la Fumée, aujourd'hui déposée, dont une partie est devenue une piste cyclable. Son altitude est de 5 m.

## Histoire
Le bâtiment de la gare historique de Saint-Laurent-de-la-Prée, aujourd'hui transformé en logements, a été construit au début de la Troisième République, en 1873, par la Compagnie des Charentes qui fut choisie pour édifier la nouvelle ligne devant relier directement les deux principales villes de la Charente-Inférieure, qui étaient La Rochelle, la préfecture, et Rochefort, alors la plus grande ville du département.
La ligne de La Rochelle à Rochefort, d'une longueur de 29 km, longe la côte dans sa plus grande partie et permet un regard sur les îles du pertuis d'Antioche. Elle fut ouverte à l'exploitation le 29 décembre 1873.
Quant à la liaison ferroviaire avec Fouras, une bifurcation fut construite et ouverte une décennie plus tard, en septembre 1883. Cette voie ferrée était raccordée, au nord de la gare de Saint-Laurent-de-la-Prée, à la ligne La Rochelle – Rochefort, et avait une longueur totale de 8 km, jusqu'à la Pointe de la Fumée dans un premier temps. La ligne traversait la jeune station balnéaire de Fouras dans toute sa longueur. Plus tard[Quand ?], ce tronçon sera abandonné et déferré ; les trains auront alors comme terminus la gare de Fouras.
Au lendemain de la Seconde Guerre mondiale, la concurrence accrue de l'automobile et la baisse sensible et continuelle du trafic voyageurs en gares de Saint-Laurent-de-la-Prée et de Fouras amènera la fermeture définitive de cette portion de ligne en 1969. La gare de Fouras sera démolie et la voie ferrée déposée. La plate-forme actuelle de la gare est occupée par les courts de tennis municipaux et le tracé de la voie par une rue se prolongeant par un chemin de randonnée.
À partir de 2002, la région Poitou-Charentes eut en charge le transport ferroviaire. Avec la fusion des régions, la région Nouvelle-Aquitaine a pris le relais. La halte ferroviaire SNCF de Saint-Laurent - Fouras a été construite en 2007, puis ouverte au trafic voyageurs en automne de la même année. Sa fréquentation s'est rapidement accrue depuis la mise en place d'une liaison interurbaine cadencée, assurée par des Régiolis ou des AGC, entre La Rochelle et Rochefort (certains trains sont prolongés jusqu'à Saintes voire Angoulême).

## Fréquentation
De 2015 à 2023, selon les estimations de la SNCF, la fréquentation annuelle de la gare s'élève aux nombres indiqués dans le tableau ci-dessous.
| Année     | 2015   | 2016   | 2017   | 2018   | 2019   | 2020   | 2021   | 2022   | 2023   |
| --------- | ------ | ------ | ------ | ------ | ------ | ------ | ------ | ------ | ------ |
| Voyageurs | 31 888 | 32 003 | 37 600 | 27 653 | 33 925 | 22 090 | 25 188 | 39 829 | 39 834 |

## Service des voyageurs

### Accueil
La gare de Saint-Laurent - Fouras est équipée d'un distributeur automatique de billetterie. Sa fonction de halte ferroviaire en fait l'un des « points d'arrêt sans personnel » du réseau TER Nouvelle-Aquitaine.

### Desserte

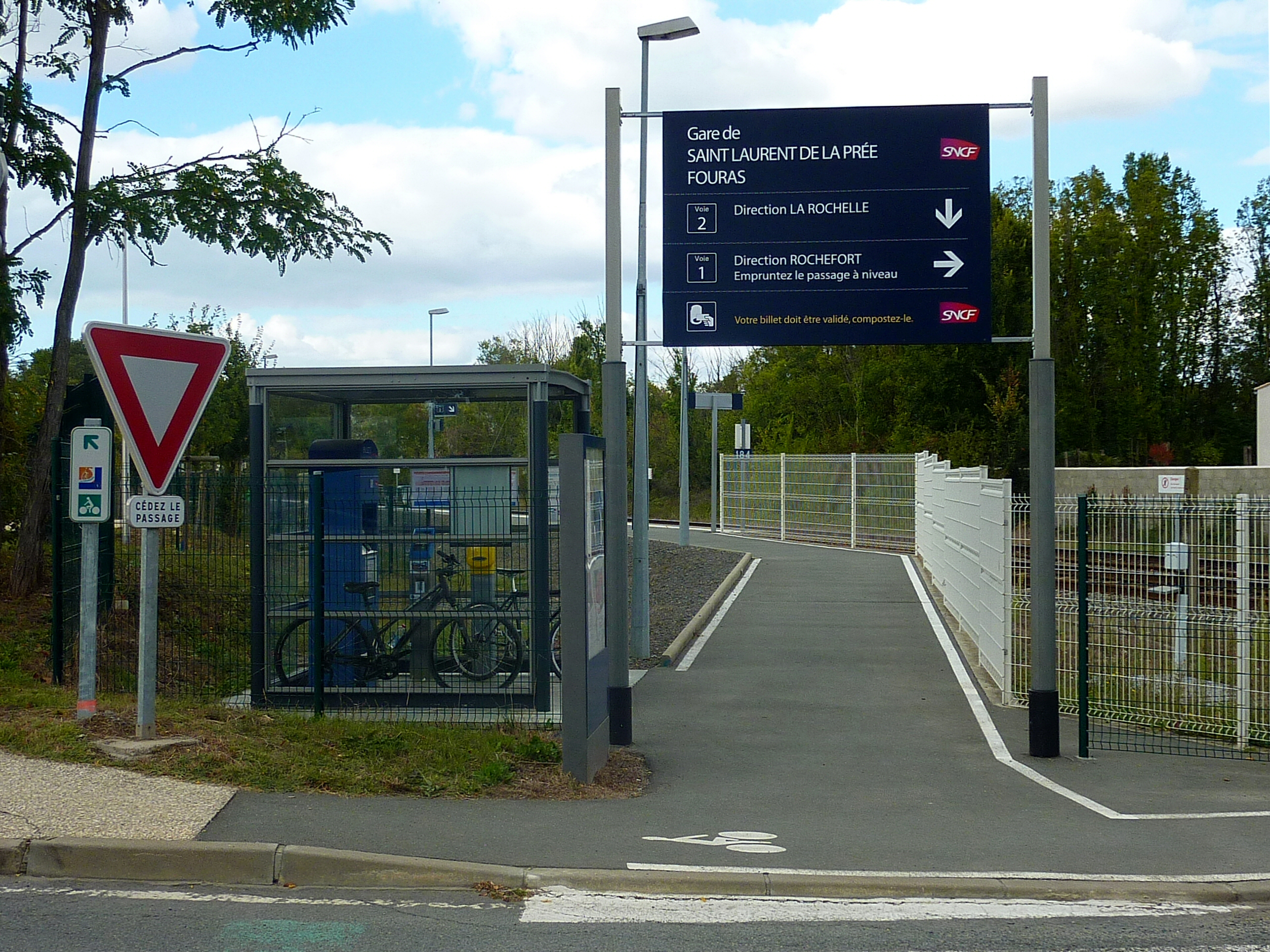
L'accès au quai no 2, pour les trains en direction de La Rochelle.

La gare est desservie par les TER Nouvelle-Aquitaine desservant toutes les gares entre Rochefort et La Rochelle-Porte-Dauphine. Quelques trains ont leur origine reportée de La Rochelle-Porte-Dauphine à La Rochelle-Ville. Le matin, les premiers trains à destination de La Rochelle sont amorcés à Saintes, et inversement le soir. Le dimanche un train provient d’Angoulême.